# VFV 06 Hildesheim
El VfV 06 Hildesheim es un equipo de fútbol de Alemania que juega en la Oberliga Niedersachsen, una de las ligas regionales que conforman la quinta división de fútbol en el país.

## Historia
Fue fundado el 1 de julio de 2003 en la ciudad de Hildesheim en Baja Sajonia luego de la fusión de los equipos Borussia 06 Hildeshiem y VfV Hildeshiem, este último el más exitoso de los 2, el cual incluso llegó a competir en la Copa Intertoto 1962-63, a diferencia del Borussia, que nunca jugó un torneo internacional.
En su primera temporada descendieron de la Oberliga a la Verbandsliga en los siguientes 4 años. Cuando nació la 3. Bundesliga en 2008, la Verbandsliga Nord desapareció para ser promovida a una de las Oberligas, aunque como la quinta categoría, en donde el club pasó jugando en los grupos este y oeste hasta que en la temporada 2009/10 clasificaron a la recién formada Niedersachsenliga.
En la temporada 2014/15 quedaron en segundo lugar, logrando la clasificación a la promoción para ascender a la Regionalliga Nord, objetivo cumplido luego de vencer al Bremen SV y al TSV Schilksee.

## Palmarés
- Oberliga Niedersachsen: 1

2019-20